# Anklam (stacja kolejowa)
Anklam – stacja kolejowa w Anklam, w kraju związkowym Meklemburgia-Pomorze Przednie, w Niemczech. Znajdują się tu 2 perony.
Przy stacji parking, parking rowerowy, postój taksówek. 